# ديف موريس (مصمم)
ديف موريس (بالإنجليزية: Dave Morris)‏ هو مصمم بريطاني، ولد في 19 مارس 1957 في ستك بغس في المملكة المتحدة.